# Kruščičevke
Kruščičevke (Lat. Pyroloideae), potporodica zimzelenog bilja iz reda vrjesolikih čiji se rodovi danas vode pod porodicu vrjesovki (Ericaceae), a nekada se smatrala samostalnom porodicom Pyrolaceae. Tretirana je i tribusom potporodice Monotropoideae
Rodovi koji joj pripadaju su: Chimaphila ili zelenčić (5 vrsta); gelikuk ili Moneses (1); kruščica ili Orthilia (2); i kruškica ili Pyrola (36). Porijeklom su iz sjevernih hladnijih krajeva (Yukon), i za razliku od ostalih biljaka iz porodice vrjesovki nisu drvenaste, a lišče im je zimzeleno.
Ime joj je u došlo iz grčkog naziva Pyrus za krušku.

## Rodovi
1. Chimaphila Pursh
2. Moneses Salisb. ex Gray
3. Orthilia Raf.
4. Pyrola L.